# 김동훈 (1886년)
김동훈(金東勳, 일본식 이름: 金原邦光가네하라 구니미쓰, 1886년 2월 9일(음력 1월 6일) ~ 1947년 5월 23일)은 대한제국과 일제강점기의 관료이며 조선총독부 중추원 참의도 지냈다. 본관은 경주이다.

## 생애
출신지는 강원도 춘천군이다. 어릴 때는 한문을 수학하다가 춘천공립소학교를 거쳐 한성부의 관립한성일어학교를 1907년에 졸업한 뒤 교사로 근무하고 대한제국 학부 관리를 지냈다.
한일 병합 조약 체결 직후인 1910년 10월에 조선총독부 도서기로 임명되면서 본격적으로 관계에 입문했다. 1917년 조선총독부 홍주군 군수, 1921년 강원도 세무과장, 1924년 함경북도 재무부장으로 승진한데 이어 전라남도 재무부장과 함경북도 내무부장을 역임했다.
1930년에는 경기도 참여관 겸 도사무관으로 승진하여 산업부장으로 재직했다. 이어서 충청북도 지사로 승진한 1935년에 총독부가 편찬한 《조선공로자명감》에 조선인 공로자 353명 중 한 명으로 수록되어 있다. 이 책자에 따르면 농촌에서의 지도자로 소임을 다하며 많은 공을 세운 것으로 되어 있다.
중일 전쟁 기간 중 충북지사를 지냈기에 조선군사후원연맹과 같은 전쟁 지원 조직에서 중요한 역할을 맡았다. 김동훈은 충북지사 시절 《내선일체론》이라는 책을 저술해 진구 황후의 신라 정벌을 선전하는 등 적극적인 친일 행위를 했다.
중일 전쟁과 태평양 전쟁이 진행되는 동안 흥아보국단, 국민총력조선연맹, 조선임전보국단, 국민동원총진회와 같은 각종 사회단체에서 두루 활동하였고, 1941년에는 지원병 제도 홍보를 위해 저명 인사들로 결성된 지원병보급설전대의 일원으로 경성부의 학교를 방문해 학생들에게 지원병으로 참전할 것을 촉구한 일도 있다. 일제 말기에는 중추원 참의로 발탁되었다.
1928년 쇼와대례기념장을 받는 등 1935년을 기준으로 정5위 훈5등에 서위되어 있었다. 《대한제국관원이력서》에는 두뇌 회전이 빠르고 시류를 읽는 눈이 뛰어나면서도 겸손한 인물이라는 평이 실려 있다.

## 사후
2002년 발표된 친일파 708인 명단 중 도지사, 도 참여관, 총독부 사무관의 세 부문에 선정되었고, 2008년 공개된 민족문제연구소의 친일인명사전 수록예정자 명단에서는 중추원과 관료 부문에 포함되었다. 2009년 친일반민족행위진상규명위원회가 발표한 친일반민족행위 705인 명단에 포함되었다.

## 같이 보기
- 조선총독부 중추원
- 조선임전보국단

## 참고자료
- 김동훈(金東勳) - 국사편찬위원회
- 친일인명사전편찬위원회 (2004년 12월 27일). 《일제협력단체사전 - 국내 중앙편》. 서울: 민족문제연구소. 287,341~373,380,387~400,408,545쪽쪽. ISBN 8995330724.